# Selaginella delicatula
Selaginella delicatula är en mosslummerväxtart som först beskrevs av Nicaise Auguste Desvaux och Jean Louis Marie Poiret, och fick sitt nu gällande namn av Arthur Hugh Garfit Alston. Selaginella delicatula ingår i släktet mosslumrar, och familjen mosslummerväxter. Inga underarter finns listade i Catalogue of Life.